# Omloop Het Nieuwsblad 2020
L'Omloop Het Nieuwsblad 2020 fou la 75a edició de l'Omloop Het Nieuwsblad. Es disputà el 29 de febrer de 2020 sobre un recorregut de 200 km amb sortida a Gant i arribada a Ninove. La cursa formà part per de l'UCI World Tour 2020, amb una categoria 1.UWT.
El vencedor fou el belga Jasper Stuyven (Trek-Segafredo), que s'imposà a l'esprint al seu company d'escapada Yves Lampaert (Deceuninck-Quick Step). Søren Kragh Andersen (Team Sunweb) completà el podi.

## Presentació

### Recorregut
Durant el recorregut els ciclistes han de superar tretze cotes:
| Núm. | Nom                   | Km d'etapa (km) | Ferm       | Llargada(m) | Mitjana de desnivell (%) | Màxim desnivell (%) |
| ---- | --------------------- | --------------- | ---------- | ----------- | ------------------------ | ------------------- |
| 1    | Leberg                | 42              | asfalt     | 950         | 4,2%                     | 13,8%               |
| 2    | Den Ast               | 75,6            | asfalt     | 450         | 5.5%                     | 11%                 |
| 3    | Katteberg             | 101,4           | asfalt     | 750         | 6%                       | 11%                 |
| 4    | Leberg                | 111             | asfalt     | 950         | 4,2%                     | 13,8%               |
| 5    | Rekelberg             | 126             | asfalt     | 800         | 4%                       | 9%                  |
| 6    | Valkenberg            | 134             | asfalt     | 540         | 8,1%                     | 12,8%               |
| 7    | Wolvenberg            | 145,2           | llambordes | 645         | 7,9%                     | 17,3%               |
| 8    | Molenberg             | 157,5           | llambordes | 463         | 7%                       | 14,2%               |
| 9    | Leberg                | 165             | asfalt     | 950         | 4,2%                     | 13,8%               |
| 10   | Berendries            | 169             | asfalt     | 940         | 7%                       | 12,3%               |
| 11   | Elverenberg-Vossenhol | 171,5           | asfalt     | 1268        | 3,6%                     | 9%                  |
| 12   | Muur-Kapelmuur        | 183,3           | llambordes | 475         | 9.3%                     | 19,8%               |
| 13   | Bosberg               | 187,2           | llambordes | 980         | 5,8%                     | 11%                 |

A més d'aquestes 13 ascensions hi havia 9 sectors de llambordes:
| Trams de llambordes |              |       |             |
| Número              | Nom          | Km    | Llargada(m) |
| ------------------- | ------------ | ----- | ----------- |
| 1                   | Haaghoek     | 38,9  | 2.000       |
| 2                   | Huisepontweg | 70    | 1.800       |
| 3                   | Holleweg     | 102,1 | 1.500       |
| 4                   | Haaghoek     | 107,8 | 2.000       |
| 5                   | Paddestraat  | 117   | 2.300       |
| 6                   | Ruiterstraat | 145,4 | 800         |
| 7                   | Kerkgate     | 148,6 | 1.030       |
| 8                   | Jagerij      | 151,2 | 800         |
| 9                   | Haaghoek     | 162   | 2.000       |

### Equips
En aquesta edició van prendre part 25 equips: 19 de categoria UCI WorldTeam i 6 de categoria Professional Continental, formant un gran grup de 173 ciclistes,
| WorldTeams (19)- AG2R La Mondiale - Astana - Bahrain McLaren - Bora-Hansgrohe - CCC Team - Cofidis - Deceuninck-Quick Step - EF Pro Cycling - Groupama-FDJ - Israel Start-Up Nation - Lotto Soudal - Mitchelton-Scott - Movistar Team - NTT Pro Cycling - Ineos - Jumbo-Visma - Team Sunweb - Trek-Segafredo - UAE Team Emirates ProTeams (6)- Alpecin-Fenix - Total Direct Énergie - Arkéa-Samsic - Circus-Wanty Gobert - Bingoal-Wallonie Bruxelles - Sport Vlaanderen-Baloise |
| |

## Classificació final
| \| Classificació general \| Classificació general \| Classificació general \| Classificació general \| Classificació general \| \| Corredor \| Corredor \| Equip \| Temps \| \| \| --------------------- \| --------------------- \| --------------------- \| --------------------- \| --------------------- \| \| 1r \| Jasper Stuyven \| Trek-Segafredo \| 5h 03' 24" \| \| \| 2n \| Yves Lampaert \| Deceuninck-Quick Step \| + 0" \| \| \| 3r \| Søren Kragh Andersen \| Team Sunweb \| + 6" \| \| \| 4t \| Matteo Trentin \| CCC Team \| + 39" \| \| \| 5è \| Tim Declercq \| Deceuninck-Quick Step \| + 1' 28" \| \| \| 6è \| Mike Teunissen \| Jumbo-Visma \| + 1' 28" \| \| \| 7è \| Oliver Naesen \| AG2R La Mondiale \| + 1' 28" \| \| \| 8è \| Philippe Gilbert \| Lotto-Soudal \| + 1' 28" \| \| \| 9è \| Stefan Küng \| Groupama-FDJ \| + 1' 28" \| \| \| 10è \| Florian Sénéchal \| Deceuninck-Quick Step \| + 1' 28" \| \| |                      |                       |            |
| |                      |                       |            |
| Font: ProCyclingStats |                      |                       |            |
| Classificació general |                      |                       |            |
| Corredor | Corredor             | Equip                 | Temps      |
| 1r | Jasper Stuyven       | Trek-Segafredo        | 5h 03' 24" |
| 2n | Yves Lampaert        | Deceuninck-Quick Step | + 0"       |
| 3r | Søren Kragh Andersen | Team Sunweb           | + 6"       |
| 4t | Matteo Trentin       | CCC Team              | + 39"      |
| 5è | Tim Declercq         | Deceuninck-Quick Step | + 1' 28"   |
| 6è | Mike Teunissen       | Jumbo-Visma           | + 1' 28"   |
| 7è | Oliver Naesen        | AG2R La Mondiale      | + 1' 28"   |
| 8è | Philippe Gilbert     | Lotto-Soudal          | + 1' 28"   |
| 9è | Stefan Küng          | Groupama-FDJ          | + 1' 28"   |
| 10è | Florian Sénéchal     | Deceuninck-Quick Step | + 1' 28"   |

## Llista de participants
| Deceuninck-Quick Step DQT | Deceuninck-Quick Step DQT | Deceuninck-Quick Step DQT |
| ------------------------- | ------------------------- | ------------------------- |
| Núm                       | Ciclista                  | Pos                       |
| 1                         | Zdeněk Štybar (CZE)       | 36è                       |
| 2                         | Kasper Asgreen (DEN)      | 35è                       |
| 3                         | Tim Declercq (BEL)        | 5è                        |
| 4                         | Bob Jungels (LUX) (ruta)  | 32è                       |
| 5                         | Iljo Keisse (BEL)         | DNF                       |
| 6                         | Yves Lampaert (BEL)       | 2n                        |
| 7                         | Florian Sénéchal (FRA)    | 10è                       |

| Trek-Segafredo TFS | Trek-Segafredo TFS         | Trek-Segafredo TFS |
| ------------------ | -------------------------- | ------------------ |
| Núm                | Ciclista                   | Pos                |
| 11                 | Mads Pedersen (DEN) (ruta) | 66è                |
| 12                 | Quinn Simmons (USA)        | DNF                |
| 13                 | Alex Kirsch (LUX)          | 45è                |
| 14                 | Emīls Liepiņš (LAT)        | DNF                |
| 15                 | Ryan Mullen (IRL)          | DNF                |
| 16                 | Jasper Stuyven (BEL)       | 1r                 |
| 17                 | Edward Theuns (BEL)        | DNF                |

| Lotto-Soudal LTS | Lotto-Soudal LTS        | Lotto-Soudal LTS |
| ---------------- | ----------------------- | ---------------- |
| Núm              | Ciclista                | Pos              |
| 21               | Philippe Gilbert (BEL)  | 8è               |
| 22               | Frederik Frison (BEL)   | 15è              |
| 23               | Nikolas Maes (BEL)      | 63è              |
| 24               | Brian van Goethem (NED) | DNF              |
| 25               | Brent Van Moer (BEL)    | 34è              |
| 26               | Jonathan Dibben (GBR)   | DNF              |
| 27               | Tim Wellens (BEL)       | 28è              |

| CCC Team CCC | CCC Team CCC                   | CCC Team CCC |
| ------------ | ------------------------------ | ------------ |
| Núm          | Ciclista                       | Pos          |
| 31           | Greg Van Avermaet (BEL)        | 13è          |
| 32           | Jonas Koch (GER)               | DNF          |
| 33           | Michael Schär (SUI)            | 31è          |
| 34           | Matteo Trentin (ITA)           | 4t           |
| 35           | Gijs Van Hoecke (BEL)          | DNF          |
| 36           | Nathan Van Hooydonck (BEL)     | 26è          |
| 37           | Guillaume Van Keirsbulck (BEL) | 60è          |

| AG2R La Mondiale ALM | AG2R La Mondiale ALM    | AG2R La Mondiale ALM |
| -------------------- | ----------------------- | -------------------- |
| Núm                  | Ciclista                | Pos                  |
| 41                   | Oliver Naesen (BEL)     | 7è                   |
| 42                   | Silvan Dillier (SUI)    | 17è                  |
| 43                   | Julien Duval (FRA)      | DNF                  |
| 44                   | Dorian Godon (FRA)      | DNF                  |
| 45                   | Alexis Gougeard (FRA)   | NP                   |
| 46                   | Lawrence Naesen (BEL)   | DNF                  |
| 47                   | Clément Venturini (FRA) | 41è                  |

| EF Pro Cycling EF1 | EF Pro Cycling EF1         | EF Pro Cycling EF1 |
| ------------------ | -------------------------- | ------------------ |
| Núm                | Ciclista                   | Pos                |
| 51                 | Sep Vanmarcke (BEL)        | 23è                |
| 52                 | Kristoffer Halvorsen (NOR) | DNF                |
| 53                 | Jens Keukeleire (BEL)      | 51è                |
| 54                 | Julius van den Berg (NED)  | DNF                |
| 55                 | Logan Owen (USA)           | DNF                |
| 56                 | Jonas Rutsch (GER)         | DNF                |
| 57                 | Thomas Scully (NZL)        | DNF                |

| Astana AST | Astana AST                    | Astana AST |
| ---------- | ----------------------------- | ---------- |
| Núm        | Ciclista                      | Pos        |
| 61         | Laurens De Vreese (BEL)       | DNF        |
| 62         | Alexander Aranburu Deba (ESP) | DNF        |
| 63         | Fabio Felline (ITA)           | 68è        |
| 64         | Dmitri Grúzdev (KAZ)          | DNF        |
| 65         | Hugo Houle (CAN)              | DNF        |
| 66         | Manuele Boaro (ITA)           | DNF        |
| 67         | Jandos Bijiguitov (KAZ)       | DNF        |

| Bahrain McLaren TBM | Bahrain McLaren TBM     | Bahrain McLaren TBM |
| ------------------- | ----------------------- | ------------------- |
| Núm                 | Ciclista                | Pos                 |
| 71                  | Dylan Teuns (BEL)       | 18è                 |
| 72                  | Marcel Sieberg (GER)    | DNF                 |
| 73                  | Grega Bole (SLO)        | DNF                 |
| 74                  | Sonny Colbrelli (ITA)   | 50è                 |
| 75                  | Heinrich Haussler (AUS) | 22è                 |
| 76                  | Luka Pibernik (SLO)     | DNF                 |
| 77                  | Fred Wright (GBR)       | 69è                 |

| Bora-Hansgrohe BOH | Bora-Hansgrohe BOH        | Bora-Hansgrohe BOH |
| ------------------ | ------------------------- | ------------------ |
| Núm                | Ciclista                  | Pos                |
| 81                 | Erik Baška (SVK)          | DNF                |
| 82                 | Jean-Pierre Drucker (LUX) | 12è                |
| 83                 | Patrick Gamper (AUT)      | DNF                |
| 84                 | Martin Laas (EST)         | DNF                |
| 85                 | Lukas Pöstlberger (AUT)   | 20è                |
| 86                 | Ide Schelling (NED)       | 56è                |
| 87                 | Andreas Schillinger (GER) | DNF                |

| Cofidis COF | Cofidis COF             | Cofidis COF |
| ----------- | ----------------------- | ----------- |
| Núm         | Ciclista                | Pos         |
| 91          | Dimitri Claeys (BEL)    | DNF         |
| 92          | Piet Allegaert (BEL)    | 42è         |
| 93          | Cyril Lemoine (FRA)     | 61è         |
| 94          | Emmanuel Morin (FRA)    | DNF         |
| 95          | Damien Touzé (FRA)      | DNF         |
| 96          | Kenneth Vanbilsen (BEL) | DNF         |
| 97          | Julien Vermote (BEL)    | DNF         |

| Groupama-FDJ GFC | Groupama-FDJ GFC        | Groupama-FDJ GFC |
| ---------------- | ----------------------- | ---------------- |
| Núm              | Ciclista                | Pos              |
| 101              | Stefan Küng (SUI)       | 9è               |
| 102              | Marc Sarreau (FRA)      | DNF              |
| 103              | Mickaël Delage (FRA)    | DNF              |
| 104              | Kevin Geniets (LUX)     | DNF              |
| 105              | Olivier Le Gac (FRA)    | DNF              |
| 106              | Fabian Lienhard (SUI)   | DNF              |
| 107              | Tobias Ludvigsson (SWE) | DNF              |

| Israel Start-Up Nation ISN | Israel Start-Up Nation ISN | Israel Start-Up Nation ISN |
| -------------------------- | -------------------------- | -------------------------- |
| Núm                        | Ciclista                   | Pos                        |
| 111                        | Nils Politt (GER)          | 47è                        |
| 112                        | Jenthe Biermans (BEL)      | 37è                        |
| 113                        | Guillaume Boivin (CAN)     | DNF                        |
| 114                        | Travis McCabe (USA)        | DNF                        |
| 115                        | Mads Würtz Schmidt (DEN)   | DNF                        |
| 116                        | Krists Neilands (LAT)      | DNF                        |
| 117                        | Tom Van Asbroeck (BEL)     | 55è                        |

| Mitchelton-Scott MTS | Mitchelton-Scott MTS      | Mitchelton-Scott MTS |
| -------------------- | ------------------------- | -------------------- |
| Núm                  | Ciclista                  | Pos                  |
| 121                  | Edoardo Affini (ITA)      | 53è                  |
| 122                  | Sam Bewley (NZL)          | DNF                  |
| 123                  | Luke Durbridge (AUS)      | DNF                  |
| 124                  | Alexander Edmondson (AUS) | DNF                  |
| 125                  | Alexander Konychev (ITA)  | 58è                  |
| 126                  | Dion Smith (NZL)          | 52è                  |
| 127                  | Robert Stannard (AUS)     | DNF                  |

| Movistar Team MOV | Movistar Team MOV              | Movistar Team MOV |
| ----------------- | ------------------------------ | ----------------- |
| Núm               | Ciclista                       | Pos               |
| 131               | Jürgen Roelandts (BEL)         | 16è               |
| 132               | Gabriel Cullaigh (GBR)         | DNF               |
| 133               | Juri Hollmann (GER)            | DNF               |
| 134               | Johan Jacobs (SUI)             | 27è               |
| 135               | Matteo Jorgenson (USA)         | DNF               |
| 136               | Lluís Mas Bonet (ESP)          | DNF               |
| 137               | Eduard Prades i Reverter (ESP) | DNF               |

| Team Ineos INS | Team Ineos INS            | Team Ineos INS |
| -------------- | ------------------------- | -------------- |
| Núm            | Ciclista                  | Pos            |
| 141            | Ian Stannard (GBR)        | 49è            |
| 142            | Owain Doull (GBR)         | DNF            |
| 143            | Christopher Lawless (GBR) | DNF            |
| 144            | Gianni Moscon (ITA)       | 54è            |
| 145            | Luke Rowe (GBR)           | DNF            |
| 146            | Ben Swift (GBR) (ruta)    | 38è            |
| 147            | Leonardo Basso (ITA)      | DNF            |

| Jumbo-Visma TJV | Jumbo-Visma TJV                    | Jumbo-Visma TJV |
| --------------- | ---------------------------------- | --------------- |
| Núm             | Ciclista                           | Pos             |
| 151             | Wout van Aert (BEL)                | 11è             |
| 152             | Pascal Eenkhoorn (NED)             | 39è             |
| 153             | Amund Grøndahl Jansen (NOR) (ruta) | DNF             |
| 154             | Bert-Jan Lindeman (NED)            | DNF             |
| 155             | Mike Teunissen (NED)               | 6è              |
| 156             | Taco van der Hoorn (NED)           | DNF             |
| 157             | Maarten Wynants (BEL)              | 67è             |

| NTT Pro Cycling NTT | NTT Pro Cycling NTT               | NTT Pro Cycling NTT |
| ------------------- | --------------------------------- | ------------------- |
| Núm                 | Ciclista                          | Pos                 |
| 161                 | Michael Valgren Andersen (DEN)    | 21è                 |
| 162                 | Michael Gogl (AUT)                | DNF                 |
| 163                 | Edvald Boasson Hagen (NOR)        | 59è                 |
| 164                 | Reinardt Janse van Rensburg (RSA) | 43è                 |
| 165                 | Andreas Stokbro (DEN)             | DNF                 |
| 166                 | Rasmus Tiller (NOR)               | DNF                 |
| 167                 | Samuele Battistella (ITA)         | DNF                 |

| Team Sunweb SUN | Team Sunweb SUN            | Team Sunweb SUN |
| --------------- | -------------------------- | --------------- |
| Núm             | Ciclista                   | Pos             |
| 171             | Tiesj Benoot (BEL)         | 14è             |
| 172             | Nikias Arndt (GER)         | DNF             |
| 173             | Nico Denz (GER)            | DNF             |
| 174             | Nils Eekhoff (NED)         | DNF             |
| 175             | Søren Kragh Andersen (DEN) | 3r              |
| 176             | Casper Pedersen (DEN)      | DNF             |
| 177             | Jasha Sütterlin (GER)      | DNF             |

| UAE Team Emirates UAD | UAE Team Emirates UAD            | UAE Team Emirates UAD |
| --------------------- | -------------------------------- | --------------------- |
| Núm                   | Ciclista                         | Pos                   |
| 181                   | Alexander Kristoff (NOR)         | DNF                   |
| 182                   | Mikkel Bjerg (DEN)               | DNF                   |
| 183                   | Tom Bohli (SUI)                  | DNF                   |
| 184                   | Alessandro Covi (ITA)            | DNF                   |
| 185                   | Vegard Stake Laengen (NOR)       | DNF                   |
| 186                   | Marco Marcato (ITA)              | 48è                   |
| 187                   | Sebastián Molano Benavides (COL) | DNF                   |

| Alpecin-Fenix AFC | Alpecin-Fenix AFC       | Alpecin-Fenix AFC |
| ----------------- | ----------------------- | ----------------- |
| Núm               | Ciclista                | Pos               |
| 191               | Floris De Tier (BEL)    | DNF               |
| 192               | Dries De Bondt (BEL)    | 40è               |
| 193               | Senne Leysen (BEL)      | DNF               |
| 194               | Kristian Sbaragli (ITA) | DNF               |
| 195               | Scott Thwaites (GBR)    | 24è               |
| 196               | Petr Vakoč (CZE)        | 65è               |
| 197               | Otto Vergaerde (BEL)    | DNF               |

| Bingoal-Wallonie Bruxelles WVA | Bingoal-Wallonie Bruxelles WVA | Bingoal-Wallonie Bruxelles WVA |
| ------------------------------ | ------------------------------ | ------------------------------ |
| Núm                            | Ciclista                       | Pos                            |
| 201                            | Eliot Lietaer (BEL)            | DNF                            |
| 202                            | Aksel Nõmmela (EST)            | DNF                            |
| 203                            | Mathijs Paasschens (NED)       | DNF                            |
| 204                            | Ludovic Robeet (BEL)           | DNF                            |
| 205                            | Franklin Six (BEL)             | DNF                            |
| 206                            | Joel Suter (SUI)               | DNF                            |
| 207                            | Lionel Taminiaux (BEL)         | DNF                            |

| Circus-Wanty Gobert CWG | Circus-Wanty Gobert CWG    | Circus-Wanty Gobert CWG |
| ----------------------- | -------------------------- | ----------------------- |
| Núm                     | Ciclista                   | Pos                     |
| 211                     | Aimé De Gendt (BEL)        | 19è                     |
| 212                     | Ludwig De Winter (BEL)     | DNF                     |
| 213                     | Yoann Offredo (FRA)        | DNF                     |
| 214                     | Pieter Vanspeybrouck (BEL) | DNF                     |
| 215                     | Boy van Poppel (NED)       | 57è                     |
| 216                     | Danny van Poppel (NED)     | DNF                     |
| 217                     | Loïc Vliegen (BEL)         | DNF                     |

| Sport Vlaanderen-Baloise SVB | Sport Vlaanderen-Baloise SVB | Sport Vlaanderen-Baloise SVB |
| ---------------------------- | ---------------------------- | ---------------------------- |
| Núm                          | Ciclista                     | Pos                          |
| 221                          | Amaury Capiot (BEL)          | 64è                          |
| 222                          | Gilles De Wilde (BEL)        | DNF                          |
| 223                          | Edward Planckaert (BEL)      | 29è                          |
| 224                          | Thomas Sprengers (BEL)       | DNF                          |
| 225                          | Kevin Deltombe (BEL)         | DNF                          |
| 226                          | Cedric Beullens (BEL)        | DNF                          |
| 227                          | Jordi Warlop (BEL)           | 44è                          |

| Arkéa-Samsic ARK | Arkéa-Samsic ARK       | Arkéa-Samsic ARK |
| ---------------- | ---------------------- | ---------------- |
| Núm              | Ciclista               | Pos              |
| 231              | Benoît Jarrier (FRA)   | DNF              |
| 232              | Daniel McLay (GBR)     | DNF              |
| 233              | Florian Vachon (FRA)   | DNF              |
| 234              | Christophe Noppe (BEL) | 46è              |
| 235              | Clément Russo (FRA)    | DNF              |
| 236              | Connor Swift (GBR)     | 62è              |
| 237              | Bram Welten (NED)      | DNF              |

| Total Direct Énergie TDE | Total Direct Énergie TDE | Total Direct Énergie TDE |
| ------------------------ | ------------------------ | ------------------------ |
| Núm                      | Ciclista                 | Pos                      |
| 241                      | Niki Terpstra (NED)      | 33è                      |
| 242                      | Damien Gaudin (FRA)      | DNF                      |
| 243                      | Lorrenzo Manzin (FRA)    | DNF                      |
| 244                      | Adrien Petit (FRA)       | DNF                      |
| 245                      | Geoffrey Soupe (FRA)     | DNF                      |
| 246                      | Anthony Turgis (FRA)     | 25è                      |
| 247                      | Dries Van Gestel (BEL)   | 30è                      |

| Deceuninck-Quick Step DQT | Deceuninck-Quick Step DQT | Deceuninck-Quick Step DQT |
| ------------------------- | ------------------------- | ------------------------- |
| Núm                       | Ciclista                  | Pos                       |
| 1                         | Zdeněk Štybar (CZE)       | 36è                       |
| 2                         | Kasper Asgreen (DEN)      | 35è                       |
| 3                         | Tim Declercq (BEL)        | 5è                        |
| 4                         | Bob Jungels (LUX) (ruta)  | 32è                       |
| 5                         | Iljo Keisse (BEL)         | DNF                       |
| 6                         | Yves Lampaert (BEL)       | 2n                        |
| 7                         | Florian Sénéchal (FRA)    | 10è                       |

| Trek-Segafredo TFS | Trek-Segafredo TFS         | Trek-Segafredo TFS |
| ------------------ | -------------------------- | ------------------ |
| Núm                | Ciclista                   | Pos                |
| 11                 | Mads Pedersen (DEN) (ruta) | 66è                |
| 12                 | Quinn Simmons (USA)        | DNF                |
| 13                 | Alex Kirsch (LUX)          | 45è                |
| 14                 | Emīls Liepiņš (LAT)        | DNF                |
| 15                 | Ryan Mullen (IRL)          | DNF                |
| 16                 | Jasper Stuyven (BEL)       | 1r                 |
| 17                 | Edward Theuns (BEL)        | DNF                |

| Lotto-Soudal LTS | Lotto-Soudal LTS        | Lotto-Soudal LTS |
| ---------------- | ----------------------- | ---------------- |
| Núm              | Ciclista                | Pos              |
| 21               | Philippe Gilbert (BEL)  | 8è               |
| 22               | Frederik Frison (BEL)   | 15è              |
| 23               | Nikolas Maes (BEL)      | 63è              |
| 24               | Brian van Goethem (NED) | DNF              |
| 25               | Brent Van Moer (BEL)    | 34è              |
| 26               | Jonathan Dibben (GBR)   | DNF              |
| 27               | Tim Wellens (BEL)       | 28è              |

| CCC Team CCC | CCC Team CCC                   | CCC Team CCC |
| ------------ | ------------------------------ | ------------ |
| Núm          | Ciclista                       | Pos          |
| 31           | Greg Van Avermaet (BEL)        | 13è          |
| 32           | Jonas Koch (GER)               | DNF          |
| 33           | Michael Schär (SUI)            | 31è          |
| 34           | Matteo Trentin (ITA)           | 4t           |
| 35           | Gijs Van Hoecke (BEL)          | DNF          |
| 36           | Nathan Van Hooydonck (BEL)     | 26è          |
| 37           | Guillaume Van Keirsbulck (BEL) | 60è          |

| AG2R La Mondiale ALM | AG2R La Mondiale ALM    | AG2R La Mondiale ALM |
| -------------------- | ----------------------- | -------------------- |
| Núm                  | Ciclista                | Pos                  |
| 41                   | Oliver Naesen (BEL)     | 7è                   |
| 42                   | Silvan Dillier (SUI)    | 17è                  |
| 43                   | Julien Duval (FRA)      | DNF                  |
| 44                   | Dorian Godon (FRA)      | DNF                  |
| 45                   | Alexis Gougeard (FRA)   | NP                   |
| 46                   | Lawrence Naesen (BEL)   | DNF                  |
| 47                   | Clément Venturini (FRA) | 41è                  |

| EF Pro Cycling EF1 | EF Pro Cycling EF1         | EF Pro Cycling EF1 |
| ------------------ | -------------------------- | ------------------ |
| Núm                | Ciclista                   | Pos                |
| 51                 | Sep Vanmarcke (BEL)        | 23è                |
| 52                 | Kristoffer Halvorsen (NOR) | DNF                |
| 53                 | Jens Keukeleire (BEL)      | 51è                |
| 54                 | Julius van den Berg (NED)  | DNF                |
| 55                 | Logan Owen (USA)           | DNF                |
| 56                 | Jonas Rutsch (GER)         | DNF                |
| 57                 | Thomas Scully (NZL)        | DNF                |

| Astana AST | Astana AST                    | Astana AST |
| ---------- | ----------------------------- | ---------- |
| Núm        | Ciclista                      | Pos        |
| 61         | Laurens De Vreese (BEL)       | DNF        |
| 62         | Alexander Aranburu Deba (ESP) | DNF        |
| 63         | Fabio Felline (ITA)           | 68è        |
| 64         | Dmitri Grúzdev (KAZ)          | DNF        |
| 65         | Hugo Houle (CAN)              | DNF        |
| 66         | Manuele Boaro (ITA)           | DNF        |
| 67         | Jandos Bijiguitov (KAZ)       | DNF        |

| Bahrain McLaren TBM | Bahrain McLaren TBM     | Bahrain McLaren TBM |
| ------------------- | ----------------------- | ------------------- |
| Núm                 | Ciclista                | Pos                 |
| 71                  | Dylan Teuns (BEL)       | 18è                 |
| 72                  | Marcel Sieberg (GER)    | DNF                 |
| 73                  | Grega Bole (SLO)        | DNF                 |
| 74                  | Sonny Colbrelli (ITA)   | 50è                 |
| 75                  | Heinrich Haussler (AUS) | 22è                 |
| 76                  | Luka Pibernik (SLO)     | DNF                 |
| 77                  | Fred Wright (GBR)       | 69è                 |

| Bora-Hansgrohe BOH | Bora-Hansgrohe BOH        | Bora-Hansgrohe BOH |
| ------------------ | ------------------------- | ------------------ |
| Núm                | Ciclista                  | Pos                |
| 81                 | Erik Baška (SVK)          | DNF                |
| 82                 | Jean-Pierre Drucker (LUX) | 12è                |
| 83                 | Patrick Gamper (AUT)      | DNF                |
| 84                 | Martin Laas (EST)         | DNF                |
| 85                 | Lukas Pöstlberger (AUT)   | 20è                |
| 86                 | Ide Schelling (NED)       | 56è                |
| 87                 | Andreas Schillinger (GER) | DNF                |

| Cofidis COF | Cofidis COF             | Cofidis COF |
| ----------- | ----------------------- | ----------- |
| Núm         | Ciclista                | Pos         |
| 91          | Dimitri Claeys (BEL)    | DNF         |
| 92          | Piet Allegaert (BEL)    | 42è         |
| 93          | Cyril Lemoine (FRA)     | 61è         |
| 94          | Emmanuel Morin (FRA)    | DNF         |
| 95          | Damien Touzé (FRA)      | DNF         |
| 96          | Kenneth Vanbilsen (BEL) | DNF         |
| 97          | Julien Vermote (BEL)    | DNF         |

| Groupama-FDJ GFC | Groupama-FDJ GFC        | Groupama-FDJ GFC |
| ---------------- | ----------------------- | ---------------- |
| Núm              | Ciclista                | Pos              |
| 101              | Stefan Küng (SUI)       | 9è               |
| 102              | Marc Sarreau (FRA)      | DNF              |
| 103              | Mickaël Delage (FRA)    | DNF              |
| 104              | Kevin Geniets (LUX)     | DNF              |
| 105              | Olivier Le Gac (FRA)    | DNF              |
| 106              | Fabian Lienhard (SUI)   | DNF              |
| 107              | Tobias Ludvigsson (SWE) | DNF              |

| Israel Start-Up Nation ISN | Israel Start-Up Nation ISN | Israel Start-Up Nation ISN |
| -------------------------- | -------------------------- | -------------------------- |
| Núm                        | Ciclista                   | Pos                        |
| 111                        | Nils Politt (GER)          | 47è                        |
| 112                        | Jenthe Biermans (BEL)      | 37è                        |
| 113                        | Guillaume Boivin (CAN)     | DNF                        |
| 114                        | Travis McCabe (USA)        | DNF                        |
| 115                        | Mads Würtz Schmidt (DEN)   | DNF                        |
| 116                        | Krists Neilands (LAT)      | DNF                        |
| 117                        | Tom Van Asbroeck (BEL)     | 55è                        |

| Mitchelton-Scott MTS | Mitchelton-Scott MTS      | Mitchelton-Scott MTS |
| -------------------- | ------------------------- | -------------------- |
| Núm                  | Ciclista                  | Pos                  |
| 121                  | Edoardo Affini (ITA)      | 53è                  |
| 122                  | Sam Bewley (NZL)          | DNF                  |
| 123                  | Luke Durbridge (AUS)      | DNF                  |
| 124                  | Alexander Edmondson (AUS) | DNF                  |
| 125                  | Alexander Konychev (ITA)  | 58è                  |
| 126                  | Dion Smith (NZL)          | 52è                  |
| 127                  | Robert Stannard (AUS)     | DNF                  |

| Movistar Team MOV | Movistar Team MOV              | Movistar Team MOV |
| ----------------- | ------------------------------ | ----------------- |
| Núm               | Ciclista                       | Pos               |
| 131               | Jürgen Roelandts (BEL)         | 16è               |
| 132               | Gabriel Cullaigh (GBR)         | DNF               |
| 133               | Juri Hollmann (GER)            | DNF               |
| 134               | Johan Jacobs (SUI)             | 27è               |
| 135               | Matteo Jorgenson (USA)         | DNF               |
| 136               | Lluís Mas Bonet (ESP)          | DNF               |
| 137               | Eduard Prades i Reverter (ESP) | DNF               |

| Team Ineos INS | Team Ineos INS            | Team Ineos INS |
| -------------- | ------------------------- | -------------- |
| Núm            | Ciclista                  | Pos            |
| 141            | Ian Stannard (GBR)        | 49è            |
| 142            | Owain Doull (GBR)         | DNF            |
| 143            | Christopher Lawless (GBR) | DNF            |
| 144            | Gianni Moscon (ITA)       | 54è            |
| 145            | Luke Rowe (GBR)           | DNF            |
| 146            | Ben Swift (GBR) (ruta)    | 38è            |
| 147            | Leonardo Basso (ITA)      | DNF            |

| Jumbo-Visma TJV | Jumbo-Visma TJV                    | Jumbo-Visma TJV |
| --------------- | ---------------------------------- | --------------- |
| Núm             | Ciclista                           | Pos             |
| 151             | Wout van Aert (BEL)                | 11è             |
| 152             | Pascal Eenkhoorn (NED)             | 39è             |
| 153             | Amund Grøndahl Jansen (NOR) (ruta) | DNF             |
| 154             | Bert-Jan Lindeman (NED)            | DNF             |
| 155             | Mike Teunissen (NED)               | 6è              |
| 156             | Taco van der Hoorn (NED)           | DNF             |
| 157             | Maarten Wynants (BEL)              | 67è             |

| NTT Pro Cycling NTT | NTT Pro Cycling NTT               | NTT Pro Cycling NTT |
| ------------------- | --------------------------------- | ------------------- |
| Núm                 | Ciclista                          | Pos                 |
| 161                 | Michael Valgren Andersen (DEN)    | 21è                 |
| 162                 | Michael Gogl (AUT)                | DNF                 |
| 163                 | Edvald Boasson Hagen (NOR)        | 59è                 |
| 164                 | Reinardt Janse van Rensburg (RSA) | 43è                 |
| 165                 | Andreas Stokbro (DEN)             | DNF                 |
| 166                 | Rasmus Tiller (NOR)               | DNF                 |
| 167                 | Samuele Battistella (ITA)         | DNF                 |

| Team Sunweb SUN | Team Sunweb SUN            | Team Sunweb SUN |
| --------------- | -------------------------- | --------------- |
| Núm             | Ciclista                   | Pos             |
| 171             | Tiesj Benoot (BEL)         | 14è             |
| 172             | Nikias Arndt (GER)         | DNF             |
| 173             | Nico Denz (GER)            | DNF             |
| 174             | Nils Eekhoff (NED)         | DNF             |
| 175             | Søren Kragh Andersen (DEN) | 3r              |
| 176             | Casper Pedersen (DEN)      | DNF             |
| 177             | Jasha Sütterlin (GER)      | DNF             |

| UAE Team Emirates UAD | UAE Team Emirates UAD            | UAE Team Emirates UAD |
| --------------------- | -------------------------------- | --------------------- |
| Núm                   | Ciclista                         | Pos                   |
| 181                   | Alexander Kristoff (NOR)         | DNF                   |
| 182                   | Mikkel Bjerg (DEN)               | DNF                   |
| 183                   | Tom Bohli (SUI)                  | DNF                   |
| 184                   | Alessandro Covi (ITA)            | DNF                   |
| 185                   | Vegard Stake Laengen (NOR)       | DNF                   |
| 186                   | Marco Marcato (ITA)              | 48è                   |
| 187                   | Sebastián Molano Benavides (COL) | DNF                   |

| Alpecin-Fenix AFC | Alpecin-Fenix AFC       | Alpecin-Fenix AFC |
| ----------------- | ----------------------- | ----------------- |
| Núm               | Ciclista                | Pos               |
| 191               | Floris De Tier (BEL)    | DNF               |
| 192               | Dries De Bondt (BEL)    | 40è               |
| 193               | Senne Leysen (BEL)      | DNF               |
| 194               | Kristian Sbaragli (ITA) | DNF               |
| 195               | Scott Thwaites (GBR)    | 24è               |
| 196               | Petr Vakoč (CZE)        | 65è               |
| 197               | Otto Vergaerde (BEL)    | DNF               |

| Bingoal-Wallonie Bruxelles WVA | Bingoal-Wallonie Bruxelles WVA | Bingoal-Wallonie Bruxelles WVA |
| ------------------------------ | ------------------------------ | ------------------------------ |
| Núm                            | Ciclista                       | Pos                            |
| 201                            | Eliot Lietaer (BEL)            | DNF                            |
| 202                            | Aksel Nõmmela (EST)            | DNF                            |
| 203                            | Mathijs Paasschens (NED)       | DNF                            |
| 204                            | Ludovic Robeet (BEL)           | DNF                            |
| 205                            | Franklin Six (BEL)             | DNF                            |
| 206                            | Joel Suter (SUI)               | DNF                            |
| 207                            | Lionel Taminiaux (BEL)         | DNF                            |

| Circus-Wanty Gobert CWG | Circus-Wanty Gobert CWG    | Circus-Wanty Gobert CWG |
| ----------------------- | -------------------------- | ----------------------- |
| Núm                     | Ciclista                   | Pos                     |
| 211                     | Aimé De Gendt (BEL)        | 19è                     |
| 212                     | Ludwig De Winter (BEL)     | DNF                     |
| 213                     | Yoann Offredo (FRA)        | DNF                     |
| 214                     | Pieter Vanspeybrouck (BEL) | DNF                     |
| 215                     | Boy van Poppel (NED)       | 57è                     |
| 216                     | Danny van Poppel (NED)     | DNF                     |
| 217                     | Loïc Vliegen (BEL)         | DNF                     |

| Sport Vlaanderen-Baloise SVB | Sport Vlaanderen-Baloise SVB | Sport Vlaanderen-Baloise SVB |
| ---------------------------- | ---------------------------- | ---------------------------- |
| Núm                          | Ciclista                     | Pos                          |
| 221                          | Amaury Capiot (BEL)          | 64è                          |
| 222                          | Gilles De Wilde (BEL)        | DNF                          |
| 223                          | Edward Planckaert (BEL)      | 29è                          |
| 224                          | Thomas Sprengers (BEL)       | DNF                          |
| 225                          | Kevin Deltombe (BEL)         | DNF                          |
| 226                          | Cedric Beullens (BEL)        | DNF                          |
| 227                          | Jordi Warlop (BEL)           | 44è                          |

| Arkéa-Samsic ARK | Arkéa-Samsic ARK       | Arkéa-Samsic ARK |
| ---------------- | ---------------------- | ---------------- |
| Núm              | Ciclista               | Pos              |
| 231              | Benoît Jarrier (FRA)   | DNF              |
| 232              | Daniel McLay (GBR)     | DNF              |
| 233              | Florian Vachon (FRA)   | DNF              |
| 234              | Christophe Noppe (BEL) | 46è              |
| 235              | Clément Russo (FRA)    | DNF              |
| 236              | Connor Swift (GBR)     | 62è              |
| 237              | Bram Welten (NED)      | DNF              |

| Total Direct Énergie TDE | Total Direct Énergie TDE | Total Direct Énergie TDE |
| ------------------------ | ------------------------ | ------------------------ |
| Núm                      | Ciclista                 | Pos                      |
| 241                      | Niki Terpstra (NED)      | 33è                      |
| 242                      | Damien Gaudin (FRA)      | DNF                      |
| 243                      | Lorrenzo Manzin (FRA)    | DNF                      |
| 244                      | Adrien Petit (FRA)       | DNF                      |
| 245                      | Geoffrey Soupe (FRA)     | DNF                      |
| 246                      | Anthony Turgis (FRA)     | 25è                      |
| 247                      | Dries Van Gestel (BEL)   | 30è                      |